# Кастро-Преторіо
Кастро-Преторіо (італ. Castro Pretorio) — XVIII район (Rione) Рима. Знаходиться на сході міста, на ділянці терм  Діоклетіана.

## Історія
Район отримвав свою назву через казарми Преторіанців що їх тут було збудовано у 23 році.

## Герб
На гербі зображено військові знаки Преторіанської гвардії.